# Neda Parmać
Neda Parmać (Split, 28. travnja 1985.),  hrvatska je pop pjevačica i jedna od članica grupe Feminnem.

## Počeci karijere
Odrasla je u Pločama gdje je završila 6 godina osnovne glazbene škole. Pjevanjem se bavi od svoje 8. godine, odrastajući u glazbenoj obitelji. Od 12. godine nastupa s ocem u grupi 'Kompas' koja i danas uspješno djeluje. 
Nakon zapaženog sudjelovanja na TV show-u Hrvatski Idol, gdje se prvi put predstavila široj publici.  Godine 2004. zajedno s Ivanom Marić i Pamelom Ramljak osniva grupu Feminnem i snimaju prvi singl "Volim te, mrzim te", a već 2005. godine nastupaju na Pjesmi Eurovizije u Kijevu kao predstavnice Bosne i Hercegovine. Nakon toga izdaju prvi studijski album "Feminnem Show" i izdaju nekoliko upješnih singlova "Dva srca i jedna ljubav", "Reci nešto, al' ne šuti više" i druge. Godine 2010. izdaje drugi album s grupom "Lako je sve" i po drugi put nastupaju na Eurosongu, ali se ne uspijevaju plasirati u finale. Godine 2012. grupa je najavila prestanak rada.
Svibnja 2012. godine Neda izdaje svoj prvi samostalni singl "Naša stvar" u suradnji s glazbenim producentom  Branimirom Mihaljevićem.  
Od 2015. pridružuje se sestri Sanji u retro swing projektu "Gelato Sisters". Rade na autorskim pjesmama i obradama. Bavi se mentorskim radom u Mikrofon.hr školi.

## Diskografija

### Singlovi
- 2012. - "Naša stvar"
- 2012. - "Dajte da se probudim"
- 2013. - "Bolje ne može"
- 2013. - "Nitko nikada"
- 2013. - "Fora s mora Ft Ludin & Elena"
- 2015. - "Zid"
- 2016. - "Oslobodi me od nas"
- 2020. - "Minut u tišini"
- 2021. - "Daj mi"
- Gelato Sisters
- 2018. - "Zagreb se za Božić sprema"
- 2018. - "Ti i ja"
- 2019. - "Back to that Swing"
- 2020. - "Nezamjenjivo"
- 2020. - "Posljednja i prva ljubavi"
- 2021. - "24 sata dnevno"

## Sinkronizacija
- "Prinčeva strana priče" kao Leonora (vokal) (2018.)